# Benedict Jacka
Benedict Jacka (* 25. September 1980 in London) ist ein britischer Autor. Er ist der Verfasser der Fantasy-Serie Alex Verus.

## Leben
Nach Abschluss der Schulzeit studierte Jacka an der University of Cambridge, wo er seine spätere Lektorin Sophie Hicks vom Verlag Victor Gollancz Ltd., der sowohl Kinder- als auch Fantasy-Literatur im Programm hat, kennenlernte.

## Werk
Seine ersten Veröffentlichungen waren drei Kinderbücher zum Thema Ninja. 2012 erschienen drei Bände der Fantasy-Serie Alex Verus. Der Held der Serie, Alex Verus, betreibt im bürgerlichen Leben einen Laden für Zaubererbedarf in einem Hinterhof in CamdenTown, ist aber mit einer verborgenen übersinnlichen Fähigkeit ausgestattet – er kann in die Zukunft sehen. Eine Fähigkeit, die es ihm ermöglicht, in einer Welt aus sich feindlich gesinnten Magiergruppierungen zu überleben.

## Romane
Ninja-Serie
1. Ninja: The Beginning (2005)
2. Ninja: The Battle (2007)

Alex-Verus-Serie
Die Alex-Verus-Serie umfasst 12 Bücher. Mit dem Buch Risen wurde die Serie im Jahr 2021 abgeschlossen.
1. Fated (2012), deutsch: Das Labyrinth von London (2018, ISBN 978-3-7341-6165-0)
2. Cursed (2012), deutsch: Das Ritual von London (2019, ISBN 978-3-7341-6169-8)
3. Taken (2012), deutsch: Der Magier von London (2019, ISBN 978-3-7341-6234-3)
4. Chosen (2013), deutsch: Der Wächter von London (2020, ISBN 978-3-7341-6233-6)
5. Hidden (2014), deutsch: Der Meister von London (2020, ISBN 978-3-7341-6253-4)
6. Veiled (2015), deutsch: Das Rätsel von London (2021, ISBN 978-3-7341-6254-1)
7. Burned (2016), deutsch: Die Mörder von London (2021, ISBN 978-3-7341-6303-6)[1]
8. Bound (2017), deutsch: Der Gefangene von London (2022, ISBN 978-3-7341-6304-3)[2]
9. Marked (2018), deutsch: Der Geist von London (2023, ISBN 978-3-7341-6330-2)
10. Fallen (2019), deutsch: Die Verdammten von London (2023, ISBN 978-3-7341-6331-9)
11. Forged (2020), deutsch: Der Jäger von London (2024, ISBN 978-3734163326)
12. Risen (2021), deutsch: Der Retter von London (2024, ISBN 978-3734163333)

Stephen-Oakwood-Reihe
1. An Inheritance of Magic (2023), deutsch: Haus Ashford – Magie verpflichtet (2025, ISBN 978-3-7341-6393-7)
2. An Instruction in Shadow (2024), deutsch: Haus Ashford – Magisches Erbe (2025, ISBN 978-3-7341-6394-4)

## Kritiken
Jackas Bücher erhielten wiederholt positive Kritiken SF Crowsnet nannte Cursed ein „unterhaltsames, wenn auch anspruchsloses Lesevergnügen“. FantasyBookCritic gab ebenfalls positive Kritik zu Fated.